# Prins Christian af Schaumburg-Lippe (født 1971)
Prins Christian af Schaumburg-Lippe (født 14. september 1971) er en prins af tysk og dansk afstamning. Han er i familie med de danske konger, med hertugerne af Glücksborg og med landgreverne af Hessen-Kassel.

## Forældre
Prins Christian er søn af Prins Wilhelm af Schaumburg-Lippe (født 1939) og Ilona Hentschel, baronesse von Gelgenheimb.
Gennem sin far (to gange grandfætter til Dronning Margrethe 2.) tilhører Prins Christian den danske kongeslægt.

## Familie
Den 25. juli 2009 blev Lena Gise og prins Christian viet i Lyksborg Slotskapel. De fik en søn i 2012.

## Britisk, men ikke dansk arveret
Gennem dronning Louise af Danmark-Norge (1724-1751) er prins Christian er en fjern efterkommer af Georg 2. af Storbritannien. Derfor har han (en teoretisk) arveret til den britiske trone.
Selv om han er dobbelt tipoldesøn af Frederik 8. af Danmark både gennem sin oldemor Prinsesse Louise af Danmark og sin farmor Prinsesse Feodora, så har han ikke arveret til den danske trone.
På Frederik 8.s tid havde kvinder ikke arveret til tronen. I 1953 blev kvinder, der nedstammer fra Christian 10., optaget i arvefølgen.